# Drymusa nubila
Drymusa nubila är en spindelart som beskrevs av Simon 1891. Drymusa nubila ingår i släktet Drymusa och familjen Drymusidae. Inga underarter finns listade i Catalogue of Life.